# Смола
Смола је угљоводонична излучевина појединих биљака, а посебно четинара. Смола је у зависности од температуре и старости, мање или више течни производ, који се састоји од различитих хемијских састојака. 
Фосилна смола је позната под именом ћилибар.

## Биолошки значај
Смола штити стабла од повреда коре и од паразитских инсеката.
Ако инсект уђе под кору дрвета, на месту уласка ће почети да се лучи смола која ће затворити рупу за дисање инсекта.
Здрава стабла су у стању да се одупру нападима инсеката на кору,
а слаба или болесна стабла производе мало смоле и подлежу нападима инсеката.

## Употреба
Због своје високе запаљивости раније се смола користила за производњу бакљи.
У индустријском сектору се углавном користе вештачки произведене смоле.
Смоле се користе на пример за производњу боја, сапуна, лепка, парфема или терпентина.
Тврде смоле се користе за производњу боја и цемента.
Са друге стране, меке смоле које садрже етерична уља се користе у производњи лекова и тамјана.